# Língua kven

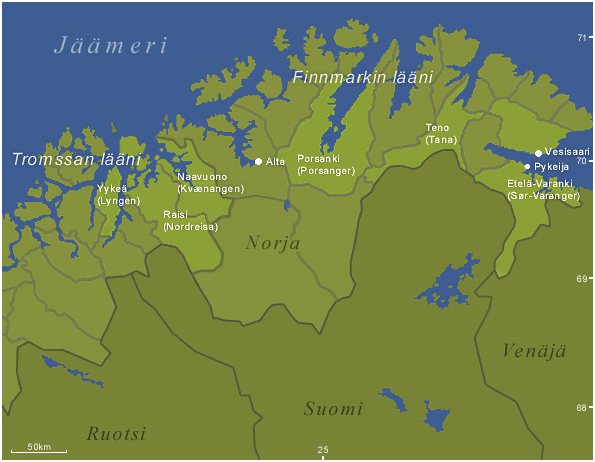
Zonas onde kven é falada

A língua Kven é uma fino-báltica (das línguas urálicas) falada por cerca de 6 500 pessoas no norte da Noruega com alguns poucos falantes no norte da Suécia e da Finlândia. É falada pelo povo kven e por razões políticas e históricas recebeu o status de língua oficial de minorias, em 2005, dentro dos princípios da  Carta Europeia das Línguas Regionais ou Minoritárias. Em termos da linguística, porém, é considerada como um dialeto da língua finlandesa, com a qual é mutuamente inteligível. É agrupada, entre os dialetos Peräpohjola, com a língua meänkieli falada no vale de Torne na Suécia. Os falantes do finlandês geralmente entendem com facilidade o kven, havendo dificuldades somente com o vocabulário.

## Geografia
Na Noruega é falada ao norte dos condados de Troms e Finnmark; em Ruija, Kveeniland; Tromsø; Oteren, Skibotn, Storslett, Kvaenangsbotn, Nordreisa, Alta, Borselv, Neiden, Bygøynes, Vadsø.

## Fonologia
A fonologia do Kven é basicamente a mesma do Finlandês, mas é bom, no entanto, observar que em quanto o finlandês padrão substituiu é meidän em finlandês.

### Vogais
Considerando a duração da vogal (curta, longa), são dezesseis as vogais da língua Kven. A seguir apresentam-se as oito básicas (curtas) que podem ser duplicadas pela representação dobrada na escrita:. <yy> /yː/e <öö> /øː/
|              | Frontal | Frontal     | Posterior | Posterior |
| Não redonda  | Redonda | Não redonda | Redonda   |           |
| ------------ | ------- | ----------- | --------- | --------- |
| Fechada      | i iː    | y yː        |           | u uː      |
| Média        | e eː    | ø øː        |           | o oː      |
| Quase Aberta | æ æː    |             |           |           |
| Aberta       |         |             | ɑ ɑː      |           |

Os grafemas que representam /ø/, /æ/, /ɑ/ são respectivamente <ö>, <ä>, <a>.

### Consoantes
A língua kven tem catorze consoantes para o vocabulário nativo e quarto (/b, d, g, ʃ/ ) para palavras de origem externa:
|             |             | Bilabial | Labiodental | Dental | Alveolar | Postalveolar | Palatal | Velar | Glottal |
| ----------- | ----------- | -------- | ----------- | ------ | -------- | ------------ | ------- | ----- | ------- |
| Nasal       | Nasal       | m        |             |        | n        |              |         | ŋ     |         |
| Plosiva     | surda       | p        |             |        | t        |              |         | k     |         |
| Plosiva     | sonora      | b        |             |        | d        |              |         | g     |         |
| Fricativa   | surda       |          | f           |        | s        | ʃ            |         |       | h       |
| Fricativa   | sonora      |          |             | ð      |          |              |         |       |         |
| Vibrante    | Vibrante    |          |             |        | r        |              |         |       |         |
| Aproximante | Aproximante |          | ʋ           |        | l        |              | j       |       |         |

/ʋ/ e /ʃ/ são representadas na escrita por <v> e <š>, respectivamente; /ð/ é representada na escrita por <ð> ou <đ>; /ŋ/ é representada na escrita por <n> se for seguida por /k/, e <ng> se for geminada – Ex: <nk> /ŋk/ e <ng> /ŋː/; a geminação é indicada pela duplicação da consoante na escrita – Ex.:  <mm> para /mː/  e <ll> para /lː/

## Exemplos
| Kven: Kvääninkieli oon se kieli mitä kväänit oon puhuhneet ja vielä tääpänäki puhhuuvat, ja mikä oon säilyny ruottalaistumisen ja norjalaistumisen läpi minuriteettikielenä. Minun mielestä Torniolakson «meiän kieliki» oon vanhaa kvääninkieli tahi vanhaala meiđän kielelä kaihnuunkieli. | Finlandês padrão: Kveenin kieli on se kieli, jota kveenit ovat puhuneet ja vielä tänä päivänäkin puhuvat, ja joka on säilynyt ruotsalaistumisen ja norjalaistumisen läpi vähemmistökielenä. Minun mielestäni Torniolaakson "meidän kielikin" on vanhaa kveenin kieltä tai vanhalla meidän kielellämme kainun kieltä. | Tradução literal inglês: The Kven language is the language which the Kven people have spoken and still today speak, and which has survived through Swedenization and Norwegianization as a minority language. In my opinion "meänkieli" of Torne Valley is also an old Kven language or in our old language, Kainu language. |

Tradução em português: "A língua kven é o idioma que os kvens têm falado e ainda falam hoje e que sobreviveu à suedização e norueguização como lígua minoritária. Na minha opinião "meänkieli" do vale Torne é também uma antiga língua kven ou uma nossa velha língua, a língua kainu. "